# Peace Through Superior Firepower
Peace Through Superior Firepower – wydawnictwo DVD angielskiej grupy muzycznej Cradle of Filth. Album ukazał się 22 listopada 2005 roku nakładem Roadrunner Records.

## Lista utworów
Źródło.
Live Show in Paris 2 kwietnia 2005
1. Gilded Cunt
2. Nemesis
3. Mannequin
4. Black Goddess Rises
5. Gothic Romance
6. Her Ghost In The Fog
7. Nymphetamine
8. Tortured Soul Asylum
9. The Forest Whispers My Name
10. Bruise Upon The Silent Moon
11. The Promise of Fever
12. 13 Autumns and a Widow
13. Mother of Abominations
14. Painting Flowers White Never Suited My Palette
15. From The Cradle to Enslave

Materiał bonusowy
1. Teledyski (Nymphetamine, Mannequin, A Promise of Fever, Babylon AD, Her Ghost in the Fog, No Time To Cry)
2. Wywiady
3. Backstage
4. Galeria